# Championnat du pays de Galles de football 2019-2020
Navigation
Welsh Premier League 2018-2019 Cymru Premier
2020-2021
La saison 2019-2020 de Cymru Premier est la vingt-septième édition du championnat du pays de Galles de football et la première sous l'appellation « Cymru Premier » et la première fois sous l'appellation JD Cymru Premier. Le plus haut niveau du football gallois, oppose cette saison douze clubs en une série de trente-huit rencontres jouées entre le 16 août 2019 et le 25 avril 2020,. Le championnat se déroule en trois phases. Les clubs s'affrontent d'abord en matches aller-retour sur vingt-deux journées dans une poule unique, puis en matches aller-retour sur dix journées en deux poules de six, avant une série éliminatoire pour la dernière place en Ligue Europa en matches simples sur deux journées.
Lors de cette saison, le champion The New Saints défend son titre face à onze autres équipes dont deux promus de deuxième division.
Trois places qualificatives pour les compétitions européennes sont attribuées par le biais du championnat : une place en Ligue des champions, et deux en Ligue Europa. La dernière place européenne est celle du vainqueur de la coupe du pays de Galles (en) qui est qualificative pour la Ligue Europa. Les deux derniers du championnat sont relégués en deuxième division et sont remplacés par les deux promus de cette même division pour l'édition suivante.
Le 13 mars 2020, le championnat est suspendu en raison de la pandémie de coronavirus, avant d'être définitivement arrêté le 19 mai,. Le classement est réalisé selon le quotient des points par match pour tenir compte des équipes ayant un match de retard. Le Connah's Quay Nomads est déclaré champion, les clubs relégués en deuxième division sont le Carmarthen Town et l'Airbus UK Broughton.

## Équipes participantes
| \| Aberystwyth Bala Town Caernarfon Town Carmarthen Connah's Quay Newtown TNS Cardiff MU Cefn Druids Barry Town United Pen-y-Bont Airbus \| Localisation des clubs engagés dans le championnat. |
| Aberystwyth Bala Town Caernarfon Town Carmarthen Connah's Quay Newtown TNS Cardiff MU Cefn Druids Barry Town United Pen-y-Bont Airbus                                                           |

Un total de douze équipes participent au championnat, les dix maintenus de la saison précédente, auxquelles s'ajoutent deux promus de deuxième division : Pen-y-Bont FC, vainqueur de la Welsh Football League Division One et Airbus UK Broughton, vainqueur de la Cymru Alliance.
| Club                 | Présent depuis | Classement 2018-2019 | Stade                | Capacité | Ville         |
| -------------------- | -------------- | -------------------- | -------------------- | -------- | ------------- |
| The New Saints       | 1993           | 1er                  | Park Hall            | 2 056    | Oswestry      |
| Connah's Quay Nomads | 2012           | 2e                   | Deeside Stadium (en) | 1 500    | Connah's Quay |
| Barry Town United    | 2017           | 3e                   | Jenner Park (en)     | 3 500    | Barry         |
| Caernarfon Town      | 2018           | 3e                   | The Oval (en)        | 3 000    | Caernarfon    |
| Newtown AFC          | 1992           | 5e                   | Latham Park (en)     | 5 000    | Newtown       |
| Bala Town            | 2009           | 6e                   | Maes Tegid (en)      | 3 000    | Bala          |
| Cardiff Met          | 2016           | 7e                   | Cyncoed Campus       | 1 620    | Cardiff       |
| Aberystwyth Town     | 1992           | 8e                   | Park Avenue (en)     | 5 000    | Aberystwyth   |
| Carmarthen Town      | 1997           | 9e                   | Richmond Park (en)   | 3 000    | Carmarthen    |
| Cefn Druids          | 2016           | 10e                  | The Rock (en)        | 3 000    | Cefn Mawr     |
| Pen-y-Bont FC        | 2019           | 1er (WFL)            | Kymco Stadium        | 1 200    | Bridgend      |
| Airbus UK Broughton  | 2019           | 1er (CA)             | The Airfield         | 1 500    | Broughton     |

Légende des couleurs
- Tenant du titre et qualifié pour le 1er tour de qualification de la Ligue des Champions 2019-2020
- Qualifié pour le 1er tour de qualification de la Ligue Europa 2019-2020
- Qualifié pour le tour préliminaire de la Ligue Europa 2019-2020
- Promu

## Compétition

### Critères de départage
Le classement est calculé avec le barème de points suivant : une victoire vaut trois points, le match nul un. La défaite ne rapporte aucun point.
1. Nombre de points ;
2. Différence de buts générale ;
3. Buts marqués ;
4. Nombre de matchs gagnés ;

### Déroulement
Le championnat comprend trois phases. Durant la première, qui dure de la 1re à la 22e journée, les douze clubs s'affrontent à deux reprises. Au terme de la 22e journée, deux poules sont créées : la première réunit les clubs classés aux six premières places et la seconde, ceux classés aux six dernières. Au sein de ces poules, les clubs s'affrontent à nouveau à deux reprises, pour un total de trente-deux matches disputés durant la saison. Les clubs qui terminent aux deux dernières places de la deuxième poule sont relégués au terme de la saison.
La troisième phase consiste en une série éliminatoire en matches simples, disputée entre les clubs ayant terminé entre la 3e et la 6e place sur trois tours, un quart de finale, une demi-finale et une finale.
En raison de la pandémie de Covid-19, le championnat est officiellement arrêté le 19 mai 2020, alors que la seconde phase est à peine entamée. Le classement est réalisé selon le quotient des points par match pour tenir compte des équipes ayant un match de retard. Le premier obtient le titre de champion, les trois suivants se qualifiant pour la Ligue Europa. Les promotions et les relégations seront décidées ultérieurement.

### Classement général
Classement définitif de la saison 2019-2020. Celle-ci est arrêtée avant la fin de la saison en raison de la pandémie de Covid-19 au Royaume-Uni. Les points sont remplacés par le quotient des points par match pour tenir compte des matchs en moins. En cas d'égalité, la différence de but particulière est retenue si tous les matchs entre équipes concernées ont pu avoir lieu ; dans le cas inverse la différence de but générale prime.
| Rang | Équipe                 | Pts       | J  | G  | N | P  | Bp | Bc | Diff |
| ---- | ---------------------- | --------- | -- | -- | - | -- | -- | -- | ---- |
| 1    | Connah's Quay Nomads L | 56 (2,15) | 26 | 16 | 8 | 2  | 47 | 19 | +28  |
| 2    | The New Saints T       | 52 (2,00) | 26 | 16 | 4 | 6  | 69 | 27 | +42  |
| 3    | Bala Town              | 49 (1,88) | 26 | 15 | 4 | 7  | 53 | 23 | +30  |
| 4    | Barry Town United      | 42 (1,68) | 25 | 12 | 6 | 7  | 35 | 29 | +6   |
| 5    | Caernarfon Town        | 38 (1,46) | 26 | 11 | 5 | 10 | 36 | 38 | -2   |
| 6    | Newtown AFC            | 35 (1,40) | 25 | 10 | 5 | 10 | 25 | 30 | -5   |
|      |                        |           |    |    |   |    |    |    |      |
| 7    | Cardiff Met            | 35 (1,40) | 25 | 9  | 8 | 8  | 30 | 29 | +1   |
| 8    | Cefn Druids            | 35 (1,40) | 25 | 10 | 5 | 10 | 37 | 39 | -2   |
| 9    | Aberystwyth Town       | 27 (1,04) | 26 | 7  | 6 | 13 | 36 | 55 | -19  |
| 10   | Pen-y-Bont FC P        | 21 (0,84) | 25 | 5  | 6 | 14 | 29 | 48 | -19  |
| 11   | Carmarthen Town        | 18 (0,72) | 25 | 4  | 6 | 15 | 28 | 49 | -21  |
| 12   | Airbus UK Broughton P  | 17 (0,65) | 26 | 4  | 5 | 17 | 28 | 67 | -39  |

Qualifications européennes
Ligue des champions 2020-2021
- 1er : premier tour de qualification

Ligue Europa 2020-2021
- 2e et 3e : premier tour de qualification
- 4e : tour préliminaire

Relégation
- 11e et 12e : relégation en deuxième division

Abréviations
- T : Tenant du titre
- L : Vainqueur de la coupe de la Ligue 2019-2020 (en)
- P : Promus de deuxième division

### Résultats

#### Première partie de la saison
| Résultats (▼dom., ►ext.)                                   | ABE | AIR | BAL | BAR | CAE | CMU | CAR | CEF | CQN | NEW | PEN | TNS  |
| Aberystwyth Town                                           |     | 1-2 | 0-5 | 0-1 | 2-3 | 2-2 | 3-2 | 1-3 | 1-1 | 1-2 | 1-0 | 1-10 |
| Airbus UK Broughton                                        | 1-5 |     | 1-2 | 0-1 | 2-3 | 1-1 | 1-0 | 1-1 | 0-4 | 2-0 | 1-2 | 0-12 |
| Bala Town                                                  | 2-0 | 1-0 |     | 1-1 | 3-0 | 1-2 | 2-1 | 1-2 | 0-1 | 4-0 | 4-0 | 3-1  |
| Barry Town United                                          | 3-1 | 2-0 | 2-2 |     | 0-0 | 1-1 | 7-1 | 1-0 | 0-4 | 0-1 | 3-0 | 1-4  |
| Caernarfon Town                                            | 0-3 | 5-0 | 1-2 | 4-1 |     | 2-1 | 2-0 | 1-1 | 0-0 | 1-0 | 3-2 | 1-0  |
| Cardiff Metropolitan University                            | 1-2 | 1-0 | 1-0 | 0-1 | 2-0 |     | 0-3 | 2-1 | 0-1 | 1-0 | 1-1 | 1-1  |
| Carmarthen Town                                            | 0-0 | 2-2 | 0-3 | 0-1 | 0-1 | 2-2 |     | 1-2 | 1-1 | 1-2 | 3-2 | 2-6  |
| Cefn Druids                                                | 2-1 | 3-1 | 0-3 | 1-0 | 3-1 | 2-1 | 3-3 |     | 2-0 | 1-2 | 2-3 | 0-5  |
| Connah's Quay Nomads                                       | 4-1 | 2-1 | 2-1 | 2-0 | 4-2 | 1-1 | 1-1 | 1-0 |     | 3-1 | 3-1 | 1-1  |
| Newtown AFC                                                | 0-0 | 0-0 | 1-0 | 2-3 | 3-1 | 1-0 | 1-0 | 0-0 | 1-1 |     | 1-1 | 0-2  |
| Pen-y-Bont FC                                              | 1-1 | 3-1 | 1-6 | 1-2 | 0-0 | 1-3 | 1-1 | 2-3 | 0-0 | 0-2 |     | 2-3  |
| The New Saints                                             | 2-0 | 6-2 | 1-0 | 0-1 | 1-0 | 1-2 | 1-0 | 2-1 | 2-1 | 2-1 | 2-1 |      |
| - Victoire à domicile - Match nul - Victoire à l'extérieur |     |     |     |     |     |     |     |     |     |     |     |      |

#### Deuxième partie de la saison
Le championnat est divisé en deux ensembles. Les six premiers sont regroupés dans une poule pour déterminer le champion et les six derniers sont rassemblés dans une autre poule qui détermine les deux équipes qui descendent en deuxième division. Le vainqueur de cette deuxième poule est qualifié pour les barrages pour une place en coupe d'Europe.
| Résultats (▼dom., ►ext.)                                   | BAL  | BAR  | CAE  | CQN  | NEW  | TNS  |
| Bala Town                                                  |      | Ann. | Ann. | 2-2  | Ann. | 1-1  |
| Barry Town United                                          | Ann. |      | 1-1  | 0-1  | Ann. | Ann. |
| Caernarfon Town                                            | 1-2  | Ann. |      | Ann. | 3-1  | Ann. |
| Connah's Quay Nomads                                       | Ann. | Ann. | 4-0  |      | Ann. | 1-0  |
| Newtown AFC                                                | 1-2  | Ann. | Ann. | Ann. |      | Ann. |
| The New Saints                                             | Ann. | 2-2  | Ann. | Ann. | 1-2  |      |
| - Victoire à domicile - Match nul - Victoire à l'extérieur |      |      |      |      |      |      |

| Résultats (▼dom., ►ext.)                                   | ABE  | AIR  | CMU  | CAR  | CEF  | PEN  |
| Aberystwyth Town                                           |      | 5-3  | Ann. | Ann. | Ann. | 0-1  |
| Airbus UK Broughton                                        | Ann. |      | Ann. | Ann. | 2-3  | Ann. |
| Cardiff Metropolitan University                            | 3-1  | 1-1  |      | Ann. | Ann. | Ann. |
| Carmarthen Town                                            | Ann. | 1-3  | Ann. |      | 1-0  | Ann. |
| Cefn Druids                                                | 2-2  | Ann. | Ann. | Ann. |      | Ann. |
| Pen-y-Bont FC                                              | Ann. | Ann. | 2-0  | 1-2  | Ann. |      |
| - Victoire à domicile - Match nul - Victoire à l'extérieur |      |      |      |      |      |      |

## Statistiques

### Meilleurs buteurs
Source : Y Clwb Pêl-Droed,
| Rang | Joueur              | Club                 | Buts |
| ---- | ------------------- | -------------------- | ---- |
| 1    | Chris Venables      | Bala Town            | 22   |
| 2    | Greg Draper         | The New Saints       | 18   |
| 3    | Kayne McLaggon (en) | Barry Town United    | 12   |
| 3    | Jamie Insall        | Connah's Quay Nomads | 12   |
| 3    | Luke Bowen          | Carmarthen Town      | 12   |
| 6    | Dean Ebbe           | The New Saints       | 11   |
| 6    | Louis Robles        | Bala Town            | 11   |
| 8    | Henry Jones         | Bala Town            | 10   |

## Récompenses de la saison

### Récompenses annuelles
| Prix                      | Vainqueur             | Club                 |
| ------------------------- | --------------------- | -------------------- |
| Entraîneur de la saison   | Andy Morrison (en)    | Connah's Quay Nomads |
| Joueur de la saison       | Chris Venables        | Bala Town            |
| Jeune joueur de la saison | Priestley Farquharson | Connah's Quay Nomads |
| Fair-play                 | Carmarthen Town       | Carmarthen Town      |

### Équipe-type
Équipe-type de Cymru Premier 2019-2020 :
| Gardien de but              | Défenseurs | Milieux de terrain | Attaquants                                          |
| --------------------------- | --- | --- | --------------------------------------------------- |
| Lewis Brass (Connah's Quay) | Danny Holmes (Connah's Quay) George Horan (Connah's Quay) Priestley Farquharson (Connah's Quay) Chris Marriott (The New Saints) | Jamie Mullan (The New Saints) Callum Morris (Connah's Quay) Aeron Edwards (The New Saints) Ryan Brobbel (The New Saints) | Michael Wilde (Connah's Quay) Chris Venables (Bala) |

### Récompenses mensuelles
Le tableau suivant récapitule les différents vainqueurs des titres honorifiques d'entraîneur et de joueur du mois.
| Mois      | Joueur du mois     | Joueur du mois       | Entraîneur du mois     | Entraîneur du mois   |         |
| Mois      | Joueur             | Club                 | Entraîneur             | Club                 |         |
| --------- | ------------------ | -------------------- | ---------------------- | -------------------- | ------- |
| Septembre | Leo Smith          | Caernarfon Town      | Sean Eardley           | Caernarfon Town      |         |
| Octobre   | Jamie Insall       | Connah's Quay Nomads | Andy Morrison (en)     | Connah's Quay Nomads |         |
| Novembre  | Louis Robles       | Bala Town            | Colin Caton            | Bala Town            |         |
| Décembre  | Chris Venables     | Bala Town            | Chris Hughes           | Newtown AFC          |         |
| Janvier   | Emlyn Lewis        | Cardiff Met          | Christian Edwards (en) | Cardiff Met          |         |
| Février   | George Horan       | Connah's Quay Nomads | Andy Morrison (en)     | Connah's Quay Nomads |         |
| Mars      | Annulés            | Annulés              | Annulés                | Annulés              | Annulés |
| Avril     | Marc Williams (en) | Aberystwyth Town     |                        |                      |         |

## Parcours en Coupes d'Europe
Le parcours des clubs gallois en coupes d'Europe est important puisqu'il détermine le coefficient UEFA, et donc le nombre de clubs gallois présents en coupes d'Europe les années suivantes.
| Club                 | Compétition         | Résultat                 | Ultime(s) adversaire(s) | Ultime(s) adversaire(s) | Ultime(s) adversaire(s) |
| -------------------- | ------------------- | ------------------------ | ----------------------- | ----------------------- | ----------------------- |
| The New Saints       | Ligue des champions | 2e tour de qualification | FC Copenhague           | FC Copenhague           | FC Copenhague           |
| The New Saints       | Ligue Europa        | 3e tour de qualification | Ludogorets Razgrad      | Ludogorets Razgrad      | Ludogorets Razgrad      |
| Connah's Quay Nomads | Ligue Europa        | 2e tour de qualification | Partizan Belgrade       | Partizan Belgrade       | Partizan Belgrade       |
| Barry Town United    | Ligue Europa        | Tour préliminaire        | Cliftonville FC         | Cliftonville FC         | Cliftonville FC         |
| Cardiff Met          | Ligue Europa        | Tour préliminaire        | Progrès Niederkorn      | Progrès Niederkorn      | Progrès Niederkorn      |

## Bilan de la saison
| Championnat du pays de Galles de football 2019-2020                        |                                  |
| Champion                                                                   | Connah's Quay Nomads (1er titre) |
| Coupes et trophées                                                         |                                  |
| Vainqueur de la Coupe du pays de Galles 2019-2020                          | Compétition abandonnée           |
| Qualifications continentales                                               |                                  |
| Ligue des champions de l'UEFA 2020-2021                                    | Connah's Quay Nomads             |
| Ligue Europa 2020-2021                                                     | The New Saints                   |
| Ligue Europa 2020-2021                                                     | Bala Town                        |
| Ligue Europa 2020-2021                                                     | Barry Town United                |
| Promotions et relégations                                                  |                                  |
| Promus en Championnat du pays de Galles de football                        | Flint Town United                |
| Promus en Championnat du pays de Galles de football                        | Haverfordwest County             |
| Relégués en Championnat du pays de Galles de football de deuxième division | Carmarthen Town                  |
| Relégués en Championnat du pays de Galles de football de deuxième division | Airbus UK Broughton              |